# Санвитале, Джан Галеаццо
Джа́н Галеа́ццо Санвита́ле (итал. Gian Galeazzo Sanvitale), или Галеа́ццо Санвита́ле (итал. Galeazzo Sanvitale; 1496, Фонтанеллато, герцогство Пармы и Пьяченцы — 2 декабря 1550 года, Парма, герцогство Пармы и Пьяченцы) — аристократ из дома Санвитале, граф Фонтанелатто, кондотьер. Участвовал в Итальянских войнах на стороне Французского королевства. Кавалер ордена Святого Михаила. При нём двор в замке Санвитале в Фонтанеллато стал одним из центров пармского ренессанса.

## Биография

### Ранние годы
Родился в Фонтанеллато в 1496 году в семье кондотьера, графа Джакомантонио Санвитале и его второй супруги Вероники да Корреджо. По отцовской линии приходился внуком графу Стефано Санвитале и Лодовике Паллавичино из Шипьоне По материнской линии был внуком суверенного графа Манфредо I да Корреджо и Аньезе Пико, аристократки из рода синьоров Карпи.
Джан Галеаццо родился через несколько месяцев после битвы при Форново, в которой на стороне французского короля Карла VIII сражался его старший брат Джан Франческо. В 1511 году после смерти отца, вместе со старшим братом, унаследовал феоды Фонтанеллато, Ночето, Бельфорте и Пьетрамоголана. После смерти матери в 1512 году опека над несовершеннолетним Джан Галеаццо была доверена старшему брату Джан Франческо, затем Галеотто Лупи, маркизу Соранья, супругу его сестры Лодовики Санвитале.
Одержав победу в битве при Равенне, французы понесли серьёзные потери и были вынуждены отступить из Эмилии и Ломбардии, оставив своих союзников на этих территориях в затруднительном положении. Пармское герцогство оказалось занятым армией Папского государства. Воевавший на стороне французов Джан Франческо бежал, велев Джан Галеаццо присягнуть римскому папе Юлию II, чтобы сохранить за собой владения рода Санвитале. Для того, чтобы подчеркнуть различие между двумя братьями, в декабре того же года между ними были разделены семейные феоды. В 1513 году умер бездетный маркиз Галеотто Лупи, оставив своим наследником Джан Галеаццо, который в том же году приступил к самостоятельному правлению.

### Граф и кондотьер
В правление Джан Галеаццо замок Санвитале в Фонтанеллато стал одним из центров пармского ренессанса. В 1523—1524 годах по приглашению графа в Фонтанеллато работал художник Пармиджанино. В замке им была написана фреска «История Дианы и Актеона». В 1524 году Пармиджанино написал портрет Джан Галеаццо Санвитале. Превращению феода в культурный центр эпохи способствовали Паола Гонзага — супруга Джан Галеаццо, его брат — апостольский протонотарий Джан Лодовико Санвитале и кузен Джероламо Санвитале, граф Сала. Частыми гостями в замке были сторонники церковных реформ — Тиберио Росселли, автор «Апологии против капюшонов» (лат. Apologeticus adversus cucullatos), Анджело Уголетто, Джованни Дельфини и Транквильо Молосси.
В 1522 году Джан Галаццо получил звание полковника армии Французского королевства. Он выступил на стороне кузена Джероламо Санвитале против представителей рода Росси в феодальной войне за владение Пармой. После поражения французов в битве при Павии в 1525 году, Джан Галеаццо, несмотря на сильное давлению со стороны пармской коммуны, остался верен королю Франциску I. За это французский король удостоил его звания кавалера ордена Святого Михаила и даровал французское подданство.
В 1526—1527 году маркиз Шипьоне далла Роза, получив согласие пармской коммуны, продал графу особняк Кодипонте в Парме — ныне дворец Эукерьо Санвитале в Герцогском саду. В 1536 году Джан Галеаццо, вместе с кузеном Джероламо Санвитале, был объявлен мятежником в Папском государстве и находился под следствием. В 1539—1540 году, вместе с французами и Галеотто II Пико делла Мирандола, участвовал в организации заговора и переворота в Кремоне, с целью установления в коммуне власти сторонников французского короля. Заговор был обнаружен сторонниками императора, и попытка переворота провалилась.
В 1545 году владение Пармой перешло к роду Фарнезе, представители которого также были сторонниками профранцузской партии. Джан Галеаццо укрепил свои владения, и, после убийства в Пьяченце Пьера Лудижи Фарнезе, выступил против миланского наместника Ферранте Гонзага и отказался присягать на верность императору Карлу V. Он умер в Парме 2 декабря 1550 года.

### Брак и потомство
В январе 1516 года Лудовико Гонзага, граф Саббьонеты выдал за Галеаццо Санвитале свою дочь Паолу. Брак был консуммирован в замке Фонтанелло в 1520 году. У супругов родились девять детей:
- Джакомантонио (ум. 1563), рыцарь и оруженосец французского короля Франциска I, участник Итальянских войн, сочетался браком с Эмилией Паллавичино из дома маркграфов Шипьоне, от которой имел трёх дочерей;
- Филотея, монахиня в монастыре Святого Квентина в Парме;
- Клиция, монахиня в монастыре Святого Квентина в Парме;
- Перикария, монахиня в монастыре Святого Квентина в Парме;
- Роберто (ум. 1577), рыцарь пармского герцога Оттавио, глава кортежа португальской инфанты Марии — невесты будущего пармского герцога Алессандро, мажордом пармской герцогини Маргариты, сочетался браком с Антонией Гонзага из дома маркграфов Кастель-Гоффредо и владельцев Луццары, брак был бездетным;
- Эукерьо (ум. 1570), каноник и приор в Фонтанеллато, тайный камерарий и виночерпий римского папы Павла III, аббат-коммендатарий Джеронды, дипломат, с 1564 года епископ Вивьера;
- Луиджи, служил при дворе французского короля, затем был саббьонетским губернатором, сочетался браком с Короной Кавацци из дома графов Сомалья, от которой имел шесть сыновей и трёх дочерей;
- Пирро, приор в Фонтанеллато, каноник пармского собора с 1556 года, настоятель прихода святой Агнессы в Равенне с 1562 года, аббат-коммендатарий Джеронды с 1570 года;
- Федерико (ум. 1553), паж французского короля Франциска I и хлебодар дофина Генриха, участник Итальянских войн, во время которых попал в плен и умер вскоре после своего освобождения[5][1].